# Fabrice Ondama
Fabrice Ondama, né le 27 février 1988 à Brazzaville, est un footballeur international congolais.

## Carrière

### En club
Fabrice N'Guessi se fait connaître en remportant la Coupe d'Afrique des nations junior 2007 et en étant sacré meilleur joueur de l'épreuve. Convoité par plusieurs clubs, il décide finalement de rejoindre en août 2007 le Stade rennais pour lequel il signe un premier contrat professionnel de trois ans.
Il passe alors une saison à jouer en CFA avec la réserve du club, sans jamais évoluer avec les professionnels. À l'été 2008, le Stade rennais décide de le prêter un an à l'US Créteil-Lusitanos, en National. Dans le club cristollien, il ne dispute que huit matchs mais fait ses débuts en équipe nationale. Il connaît cependant des problèmes disciplinaires en fin de saison.
Censé revenir à Rennes en juin 2009, N'Guessi en est alors absent, sans que le Stade rennais ne sache où se trouve son joueur. Son contrat est alors résilié.
Il signe ensuite aux Diables Noirs pour un contrat d'un an où il marque un but en Ligue des Champions de la CAF 2010. Le club est ensuite invité à un tournoi organisé nommé Wydad Africa Cup, où tous les matchs se déroule au Complexe Mohamed V, avec  l'Union Douala, la Jeanne d'Arc, le Wydad Casablanca (club organisateur) et les Diables Noirs. Lors de la demi-finale les Diables Noirs perdent leur match face à la Jeanne d'Arc où Fabrice Ondama est titulaire et se fait remarquer. La finale opposant le Wydad à la Jeanne d'Arc se finit par le score de 0-0 et mais la Jeanne d'Arc gagne la finale aux tirs au but (5-4). Le 16 juillet 2010, Fabrice Ondama signe un contrat de deux ans en faveur du Wydad de Casablanca.
Au Wydad de Casablanca, Ondama est étincelant tout au long de l'année, en marquant 1 but en match amical face à la Jeunesse sportive de Kabylie, 1 but en Coupe du Trône face au KAC ainsi que 2 buts en Wydad Africa Cup. En championnat il marque 14 buts en 23 matchs et enfin en Ligue des Champions de la CAF 2011 il joue 15 matchs et marque 5 buts.

### En sélection
Il remporte la Coupe d'Afrique des nations junior 2007 et atteint les huitièmes de finale de la Coupe du monde de football des moins de 20 ans 2007 avec l'équipe du Congo des moins de 17 ans.
Il est ensuite sélectionné avec l'équipe du Congo A, équipe avec laquelle il joue son tout premier match en 2008. Lors de la dernière journée des éliminatoires de la coupe du monde 2014, Fabrice Ondama marque le but d'égalisation face au mena du Niger à peine entré en jeu, mais ne suffit pas à qualifier les siens au troisième tour, puisque le score se solda par un nul de 2-2. Le Congo terminera deuxième devant le Gabon de Pierre E. Aubameyang et le Mena du Niger à seulement 1 point des Étalons du Burkina Faso, qui eux finissent premier avec 12 point.

## Statistiques
| Saison                | Club                  | Championnat           | Championnat | Championnat | Coupe(s) nationale(s) | Coupe(s) nationale(s) | Compétition(s) continentale(s) | Compétition(s) continentale(s) | Compétition(s) continentale(s) | Total | Total |
| Saison                | Club                  | Division              | M.          | B.          | M.                    | B.                    | Comp.                          | M.                             | B.                             | M.    | B.    |
| 2010-2011             | Wydad AC              | 1                     | 23          | 9           | 1                     | 1                     | C1                             | 15                             | 5                              | 39    | 15    |
| 2011-2012             | Wydad AC              | 1                     | 6           | 0           | 4                     | 4                     | C3                             | 0                              | 0                              | 10    | 4     |
| 2011-2012             | Ittihad FC            | 1                     | 11          | 2           | -                     | -                     | -                              | -                              | -                              | 11    | 2     |
| 2012-2013             | Wydad AC              | 1                     | 22          | 5           | 1                     | 1                     | C3                             | 3                              | 2                              | 26    | 8     |
| 2013-2014             | Wydad AC              | 1                     | 26          | 7           | 2                     | 0                     | -                              | -                              | -                              | 28    | 7     |
| 2014-2015             | Wydad AC              | 1                     | 13          | 2           | 3                     | 0                     | -                              | -                              | -                              | 16    | 2     |
| 2015-2016             | Wydad AC              | 1                     | 23          | 6           | 2                     | 1                     | C1                             | 13                             | 4                              | 38    | 11    |
| 2016-2017             | Wydad AC              | 1                     | 44          | 8           | -                     | -                     | C1                             | 5                              | 1                              | 49    | 9     |
| Total sur la carrière | Total sur la carrière | Total sur la carrière | 148         | 39          | 13                    | 7                     | -                              | 36                             | 12                             | 197   | 58    |

## Palmarès
Congo
- Coupe d'Afrique des nations junior
  - Vainqueur en 2007

 Diables noirs
- Coupe du Congo
  - Finaliste en 2006[10]

 Wydad de Casablanca
- Championnat du Maroc
  - Champion : 2015 et 2017
  - Vice-champion : 2016
- Ligue des champions de la CAF
  - Finaliste : 2011

### Distinctions personnelles
- Meilleur joueur de la finale de la Coupe d'Afrique des nations junior 2007
- Prix DRCPF du meilleur joueur congolais (Congo Awards Foot) 2016